# Edmonton Indy

Mapa del circuito usado en el Gran Premio de Edmonton desde 2011.

Mapa del circuito usado en el Gran premio de Edmonton

El Edmonton Indy, antes Gran Premio de Edmonton, es una carrera de automovilismo de velocidad que se corrió desde el año 2005 hasta 2012 en la ciudad de Edmonton, provincia de Alberta, Canadá. Tenía lugar a fines de julio, luego del Gran Premio de Toronto, en un circuito de carreras semipermanente de 3.175 metros de extensión que usa las pistas de aterrizaje del Edmonton City Centre Airport.
La Champ Car corrió esta competencia como fecha puntuable del calendario en 2005, 2006 y 2007, en sustitución del Gran Premio de Vancouver, cuyas tres últimas ediciones habían tenido lugar en la misma época del año. El Gran Premio de Edmonton se incorporó a la IndyCar Series para 2008 y se disputó por última vez en 2012. La Fórmula Atlantic participó de las cuatro primeras ediciones, y la Indy Lights lo hizo desde 2009. La NASCAR Canada Series estuvo presente en cada edición desde 2006, excepto en 2011.

## Ganadores

### Monoplazas
| Año  | Champ Car          | Champ Car          | Champ Car      | Fórmula Atlantic                     |
| Año  | Piloto             | Automóvil          | Equipo         | Piloto                               |
| ---- | ------------------ | ------------------ | -------------- | ------------------------------------ |
| 2005 | Sébastien Bourdais | Lola Ford-Cosworth | Newman/Haas    | Katherine Legge                      |
| 2006 | Justin Wilson      | Lola Ford-Cosworth | RuSport        | Simon Pagenaud                       |
| 2007 | Sébastien Bourdais | Panoz Cosworth     | Newman/Haas    | Raphael Matos (ambas carreras)       |
| Año  | IndyCar Series     | IndyCar Series     | IndyCar Series | Fórmula Atlantic                     |
| 2008 | Scott Dixon        | Dallara Honda      | Ganassi        | Jonathan Bomarito (primera carrera)  |
| 2008 | Scott Dixon        | Dallara Honda      | Ganassi        | Jonathan Summerton (segunda carrera) |
| Año  | IndyCar Series     | IndyCar Series     | IndyCar Series | Indy Lights                          |
| 2009 | Will Power         | Dallara Honda      | Penske         | J. R. Hildebrand                     |
| 2010 | Scott Dixon        | Dallara Honda      | Ganassi        | James Hinchcliffe                    |
| 2011 | Will Power         | Dallara Honda      | Penske         | Esteban Guerrieri (primera carrera)  |
| 2011 | Will Power         | Dallara Honda      | Penske         | Josef Newgarden (segunda carrera)    |
| 2012 | Hélio Castroneves  | Dallara Chevrolet  | Penske         | Carlos Muñoz                         |

### Cascar y NASCAR Canada Series
| Cascar               | Cascar            | Cascar    |
| Año                  | Piloto            | Marca     |
| -------------------- | ----------------- | --------- |
| 2006                 | Jeff Lapcevich    | Chevrolet |
| NASCAR Canada Series |                   |           |
| 2007                 | J. R. Fitzpatrick | Chevrolet |
| 2008                 | Alex Tagliani     | Ford      |
| 2009                 | Andrew Ranger     | Ford      |
| 2010                 | J. R. Fitzpatrick | Chevrolet |
| 2012                 | D. J. Kennington  | Dodge     |